# Jeonbuk Hyundai Motors FC
Jeonbuk Hyundai Motors (koreansk: 전북 현대 모터스) er en fodboldklub i Nordjeolla, Sydkorea.

## Titler
- K League Classic
  - Vinder (9): 2009, 2011, 2014, 2015, 2017, 2018, 2019, 2020, 2021

- Korean FA Cup
  - Vinder (5): 2000, 2003, 2005, 2020, 2022

- Korean Super Cup
  - Vinder (1): 2004

- AFC Champions League
  - Vinder (2): 2006, 2016